# Zanthoxylum lindense
Zanthoxylum lindense es una especie de arbusto perteneciente a la familia de las rutáceas. Es nativa de Tanzania.  

## Descripción
Es un arbusto que alcanza un tamaño de 2 m de altura o un árbol pequeño, con ramas trepadoras y con espinas de color rojo negruzco recurvadas de 3-12 mm de largo; la corteza es áspera y las hojas miden 6-20 cm de largo, el raquis con numerosas espinas curvadas hacia arriba de 2-3 mm de largo. Las hojas con 9-15 folíolos, son alternas y agudas.

## Distribución y hábitat
Se encuentra en los bosques costeros y matorrales abiertos, en suelos calcáreos, a una altitud de 600-200 m en Tanzania.

## Taxonomía
Zanthoxylum lindense fue descrita por (Engl.) Kokwaro y publicado en Kew Bulletin 32: 798, en el año 1978.
Sinonimia
- Fagara lindensis Engl. basónimo[4]